# Undløse Sogn
Undløse Sogn 
ist eine ehemalige Kirchspielsgemeinde (dän.: Sogn) auf der Insel Sjælland in Dänemark.
Bis 1970 gehörte sie zur Harde Merløse Herred im damaligen Holbæk Amt, danach zur Jernløse Kommune im Vestsjællands Amt, die im Zuge der  Kommunalreform zum 1. Januar 2007 in der Holbæk Kommune in der Region Sjælland aufgegangen ist. Zum 1. September 2021 wurde Undløse Sogn mit dem nördlich benachbarten Søndersted Sogn zum Undløse-Søndersted Sogn vereinigt.
Im Kirchspiel lebten 0 Einwohner, davon 1179 im Kirchdorf (Stand: 1. Januar 2023).
Im Kirchspiel liegt die Kirche von Undløse.
Nachbargemeinden waren im Nordwesten Skamstrup-Frydendal Sogn, im Norden Søndersted Sogn und im Osten Ugerløse Sogn, ferner in der südlich benachbarten Sorø Kommune Stenmagle Sogn, Stenlille Sogn und Niløse Sogn.